# Namibia ved sommer-OL 2020
Namibia deltog under Sommer-OL 2020 i Tokyo.
Legene skulle oprindeligt have været afviklet i perioden 24. juli til 9. august 2020, blev legene udskudt til 23. juli til 8. august 2021 på grund af COVID-19-pandemien.

## Medaljer
| 2020 Tokyo | Guld | Sølv | Bronze | Total |
| Namibia    | 0    | 1    | 0      | 1     |

### Medaljevinderne
| Namibia under sommer-OL 2020 i Tokyo | Namibia under sommer-OL 2020 i Tokyo | Namibia under sommer-OL 2020 i Tokyo | Namibia under sommer-OL 2020 i Tokyo | Namibia under sommer-OL 2020 i Tokyo |
| Medalje                              | Navn                                 | Sport                                | Event                                | Dato                                 |
| ------------------------------------ | ------------------------------------ | ------------------------------------ | ------------------------------------ | ------------------------------------ |
| Sølv                                 | Christine Mboma                      | Atletik                              | 200 meter løb                        | 3. august                            |